# مارکوس جیمز براون
مارکوس جیمز براون (انگلیسی: Marcus Brown؛ زادهٔ ۳ آوریل ۱۹۷۴) بازیکن بسکتبال اهل ایالات متحده آمریکا است.

## حرفه
از فیلم‌ها یا برنامه‌های تلویزیونی که وی در آن نقش داشته‌است می‌توان به یک چیز جدید اشاره کرد.
از باشگاه‌هایی که در آن بازی کرده‌است می‌توان به پورتلند تریل بلیزرز، دیترویت پیستونز، باشگاه ورزشی افس پیلسن، باشگاه بسکتبال زسکا مسکو، یونیورسو ترویزو، و باشگاه بسکتبال مالاگا اشاره کرد.